# Rose Tattoo (album)
Rose Tattoo è il primo album in studio dei Rose Tattoo, uscito nel novembre 1978 per l'Etichetta discografica Albert Productions.
Dal 1982 l'album venne re-intitolato Rock n' Roll Outlaw sul mercato europeo e distribuito dalla Carrere Records.

## Tracce
1. Rock 'N' Roll Outlaw (Rose Tattoo) 3:22
2. Nice Boys (Rose Tattoo) 2:53
3. The Butcher and Fast Eddy (Rose Tattoo) 6:32
4. One of the Boys (Rose Tattoo) 3:10
5. Remedy (Rose Tattoo) 3:01
6. Bad Boy for Love (Rose Tattoo) 3:07
7. T.V. (Rose Tattoo) 2:02
8. Stuck on You (Rose Tattoo) 3:58
9. Tramp (Rose Tattoo) 2:39
10. Astra Wally (Rose Tattoo) 5:59

### Tracce aggiunte nel remaster
1. Never Too Loud [inedita] (Rose Tattoo) 3:45
2. I Had You First [inedita] (Rose Tattoo) 2:35
3. Fightin' Sons [inedita] (Rose Tattoo) 3:09
4. Snow Queen [inedita] (Rilen, Rose Tattoo) 4:20
5. Rock 'N' Roll Outlaw [live] (Rose Tattoo) 3:33
6. Bad Boy for Love [live] (Rose Tattoo) 5:39
7. Rock 'N' Roll Is King [live] (Rose Tattoo) 4:25
8. Suicide City [live] (Rose Tattoo) 5:19

## Formazione
- Angry Anderson - voce
- Peter Wells - chitarra
- Mick Cocks - chitarra
- Geordie Leach - basso
- Dallas "Digger" Royall - batteria